# Escudo de Sonora
El Escudo de armas del Estado Libre y Soberano de Sonora es el escudo de armas del estado mexicano de Sonora. 

## Descripción
Porta una bordura azul con una inscripción dorada en la parte inferior que dice Estado de Sonora. La parte interna del escudo de Sonora se divide en dos separaciones:
1. La separación superior se divide en tres cuarteles triangulares con los colores de la bandera nacional: (verde, blanco y rojo). El triángulo de la izquierda representa una montaña con un pico y una pala, lo que simboliza la minería y que tiene un fondo verde. El triángulo central, con fondo blanco, representa a un danzante ejecutando "el Venado", que es la danza típica de los indígenas autóctonos yaquis, el grupo indígena más representativo del estado en el norte de México. Por último, el triángulo derecho con fondo rojo ostenta tres haces de espigas y una hoz como símbolo de la agricultura sonorense.
2. La separación inferior se divide en dos cuarteles iguales. El de la izquierda con fondo de dorado, representa una cabeza de toro, la cual simboliza la ganadería del estado. El de la derecha contiene un apunte del litoral del estado de Sonora en el que se ve la Isla Tiburón en figura descendiente sobre un tiburón que simboliza la pesca estatal.

## Heráldica
Cortado: 1º, cortinado: I, en campo de sinople, una montaña de su color natural, sumada de un pico y una pala, al natural y puestas en aspa, puntas arriba, II, en campo de gules, tres haces de espiga sumadas de una hoz, y III o trangle, en campo de plata, un indígena yaqui, bailando la danza típica llamada “el venado”, y 2º, partido: I, en campo de oro, una cabeza de toro, de su color natural, puesta de frente y II, en campo de oro y azur, con la representación del litoral de Sonora y sobre el todo un tiburón de su color natural, puesto en barra. Bordura general de azur, con el lema ESTADO DE SONORA en oro y puesta en punta.

## Historia
Antes del año de 1946, Sonora tuvo en su escudo caracteres ambiguos, tales como un indígena en la posición de crucificado con su pecho cubierto por una suástica. Esta apreciación de la pintora Marcia Castelo, incomprensible por el grueso de la población, no daba ninguna imagen clara de la entidad. Además, el escudo no era oficial. Lo había diseñado el pintor Diego Rivera como parte de un proyecto de dotar de escudo propio a cada entidad de la federación, solo que los hizo desde la capital del país, sin conocer Sonora.
El entonces gobernador Abelardo L. Rodríguez, encomendó al arquitecto Lasazón, funcionario de Obras Públicas del gobierno del Estado para que representara un proyecto de escudo que estuviera más de acuerdo con el moderno desarrollo Sonora. 
El funcionario puso a dibujar a su equipo de colaboradores. Destacó la participación de un talentoso elemento llamado Conrado Gallegos, nativo de la población sonorense de Huépac, quien es el autor del actual escudo de Sonora (Conrado Gallegos es también autor del escudo de Huépac, su pueblo natal). Su identidad fue establecida en septiembre de 1984 gracias a una entrevista publicada en la revista Sonora Mágica y también en el periódico El Sonorense.
"Se me ocurrió hacer la bandera en triángulos, luego le fui agregando el yaqui bailando el pascola; le puse un tercio de trigo en un ángulo superior; dos tercios de trigo, conforme los vi en las milpas; le coloqué el símbolo de la minería en el otro ángulo pensando en Cananea; el símbolo de la ganadería, y la costa en los ángulos los inferiores; creí que quedaría bien con un pez espada para que le diera sensación de movimiento, pero el arquitecto Aguilar lo modificó y lo cambió por el tiburón que actualmente ostenta." 
El escudo aprobado por el Ejecutivo fue puesto en circulación sin anunciarlo a la ciudadanía cuyos comentarios por parte de los intelectuales fueron desfavorables. El profesor e historiador Eduardo W. Villa presentó un escudo elaborado por el dibujante Francisco García Blanco, pero no fue adoptado por el gobierno.
El escudo de Sonora sufrió modificaciones en manos del gobernador Rodolfo Félix Valdés, pero estos fueron descartados durante la administración del gobernador Manlio Fabio Beltrones.